# Gian Paolo Meucci
()
Gian Paolo Meucci (Firenze, 26 agosto 1919 – Firenze, 18 marzo 1986) è stato un magistrato italiano, presidente del Tribunale dei minori di Firenze.
È ricordato come il padre del diritto minorile in Italia, ed è stato un protagonista della cultura cattolica postconciliare fiorentina.

## Biografia
Gian Paolo Meucci si laurea nel 1942 alla Scuola Normale Superiore di Pisa con una tesi in diritto amministrativo con il professor Giovanni Miele. Durante gli studi universitari Meucci aderisce alla Fuci (il ramo universitario dell'Azione cattolica). Miele era uno dei più significativi esponenti della corrente di umanesimo giuridico del periodo, e trasmette al suo giovane allievo la profonda consapevolezza «delle ragioni umanistiche del diritto» centrata sul valore della dignità umana di fronte all'organizzazione dei pubblici poteri.
Meucci svolge le funzioni di dirigente dell'Azione cattolica fiorentina nel periodo segnato dalla personalità di don Giulio Facibeni, con cui mantiene nel tempo un profondo legame. Il principio della testimonianza cristiana verso gli orfani e l'infanzia più debole, perno dell'esperienza della Madonnina del Grappa di don Facibeni, diventa una pietra miliare nella sua coscienza di uomo e di magistrato. Su questa radice comune nasce il legame con don Lorenzo Milani, che darà vita a un'intensa collaborazione fra Meucci e la scuola di San Donato e di Barbiana, come testimonia l'intensa corrispondenza fra i due fin dal 1949. Meucci fu uno degli uomini chiave nell'organizzazione della strategia difensiva di don Milani nel processo che vide imputato il priore di Barbiana per istigazione a delinquere dopo la polemica coi cappellani militari toscani sulla questione dell'obiezione di coscienza (vicenda raccontata nel libro L'obbedienza non è più una virtù).
il 31 ottobre 1942 entra in magistratura come uditore giudiziario; viene chiamato sotto le armi il 12 ottobre 1943; una volta congedato, nel 1944, diventa sostituto procuratore della Repubblica a Firenze; incarico che svolge fino alla nomina a magistrato della Corte d'appello (1966).
Durante la guerra di Liberazione Gian Paolo Meucci si schiera senza esitazioni nel campo dell'antifascismo. Per questo, al termine del conflitto, quando ci fu necessità di affidare incarichi a magistrati non compromessi con il regime, Meucci fu applicato alla Sezione speciale della Corte d'Assise per i processi contro i collaborazionisti. «Ha dato prova di sapere con energia e profonda conoscenza del diritto sostenere l'accusa, anche in delicati e gravi processi, riportando notevoli vittorie» dicono le sue note caratteristiche dedicate a questo argomento. Su questa esperienza pubblicherà nel 1946 “Il delitto di collaborazionismo al tedesco invasore” (cit. in Opere), in cui analizzerà la propria conoscenza diretta, esaminando le varie questioni sorte sull'interpretazione dell'art. 5 della legge sulle sanzioni dei delitti fascisti, e in particolare sugli elementi materiali e psicologici del reato di collaborazionismo.
Dopo la fine della guerra (1945-1947) viene applicato alla Procura generale, Sezione speciale della Corte d'Assise, per svolgere funzioni di pubblico ministero nei procedimenti contro i collaborazionisti; negli anni successivi viene chiamato a istruire il processo per l'attentato a Palmiro Togliatti (14/7/1948); nel 1948 si trasferisce temporaneamente a Roma per dirigere l'ufficio legislativo del ministero del Lavoro e della Previdenza sociale con Amintore Fanfani ministro e Giorgio La Pira sottosegretario.
Per tutti gli anni cinquanta e fino a metà anni sessanta, si snoda l'intenso impegno nella vita sociale a fianco di Giorgio La Pira, di cui diventa anche consulente giuridico. Fa parte del mondo culturale che ruota intorno alla Madonnina del Grappa di don Giulio Facibeni e alla scuola di Barbiana di don Lorenzo Milani. In quegli anni diventa protagonista di tutti gli episodi più significativi della vita civile fiorentina. Dopo il 1963 il suo impegno sociale e politico si focalizza sul grande tema del dialogo fra cattolici e comunisti. In questo quadro nasce il suo contributo “Il Dialogo alla prova” (1964, cit. in Opere). Si approfondisce il rapporto con personalità del mondo cattolico fiorentino come padre Ernesto Balducci e Mario Gozzini. Collabora con la rivista Testimonianze. Nascono in questi anni i libri di educazione civica per le scuole scritti in collaborazione con Mario Gozzini;
Il 12 settembre 1966 diventa magistrato di Corte d'Appello e il primo ottobre 1966 viene eletto presidente del Tribunale dei minori di Firenze. Meucci è fra i primi a introdurre nella cultura giuridica il principio che anche il bambino è portatore di diritti che gli devono essere riconosciuti e garantiti. Un magistrato che si occupa di soggetti in età evolutiva deve obbligatoriamente far proprio un approccio interdisciplinare e coniugare la conoscenza del diritto con la psicologia e più in generale con le scienze umane. L'attività giurisdizionale doveva perciò collegarsi ai servizi sociali sul territorio e costruire una “rete” per recuperare il minore. Sotto lo stimolo di Meucci si inaugura una nuova stagione per la cultura giuridica: si trasforma il vecchio diritto “sui” minori in un diritto che cerca di interpretarne le esigenze più profonde. Per Meucci c'è un diritto inalienabile all'educazione, alla sicurezza, all'autonomia, alla socializzazione e infine uno che tutti li riassume: il diritto alla propria identità. Il minore, insomma, da suddito diventa un cittadino.
«Il giudice dei minori nasce come figura di supplenza di un “pater” che, nella nuova civiltà industriale, non riesce più a esprimere un'autorità capace di un duro controllo del figlio». Una premessa “sociologica” che comunque scardina la figura di “giudice - pater” e lo obbliga a non restare arbitro passivo «di conflitti proposti dalle parti», ma a interpretare e garantire il diritto del minore con conseguenze importanti sul piano pratico.
La funzione del giudice, in primis, diventa quella di comprendere e tutelare il suo interesse contro ogni prevaricazione dell'adulto: non solo dell'adulto-genitore, ma anche dell'operatore sociale, che è spesso impegnato a soddisfare i bisogni della parte genitoriale. Questa figura nuova di giudice deve essere capace, attraverso un'adeguata formazione professionale, di unificare il senso dei vari interventi a favore del minore: psicologico, sociale, di tutela giuridica e “garantista”. Dovrà pertanto essere in grado di valutare l'apporto degli psicologi e dei singoli specialisti, “decodificando” tutte le informazioni necessarie. Vigilare per far sì che non si verifichi una frattura fra istituzioni penali e quelle di intervento educativo. E dunque in ogni caso lavorare sempre in équipe interdisciplinare, non solo con il collegio giudicante, ma soprattutto con gli operatori coinvolti negli interventi di sostegno del minore sul territorio.
Non cesserà mai la sua attività di pubblicista e studioso: la sua sterminata produzione di articoli, saggi e conferenze (oltre 800 voci), contribuisce a diffondere una nuova sensibilità nei confronti delle problematiche giovanili e del minore come soggetto di diritti. Suo l'apporto determinante alla Riforma del diritto di famiglia (1975) e a tutta la nuova legislazione nel campo dell'adozione e tutela del minore divenuta una pietra miliare per la giustizia minorile in Italia. Questo intenso lavoro confluirà in una sorta di “summa” del suo pensiero giuridico sull'argomento: “I Figli non sono nostri” (1974).
Dopo una permanenza ventennale al Tribunale dei minori di Firenze, Gian Paolo Meucci muore nella sua città prima di poter ricoprire l'incarico di procuratore generale di Venezia, a cui era stato nominato l'11 dicembre 1985.

## Controversie
Rimane controversa la figura del magistrato, in qualità di Giudice del Tribunale dei Minori, riguardo alle vicende della comunità toscana Forteto.
Nel 1978, a seguito dell'arresto dei fondatori Rodolfo Fiesoli e Luigi Goffredi, condannati poi dopo alterne vicende definitivamente nel 1985 per violenza sessuale su minori e maltrattamenti, il tribunale dei minori, guidato allora da Gian Paolo Meucci, continuò ad affidare minori alla comunità malgrado fossero già emersi i dettagli dello scandalo.

## Opere principali

### Diritto
- Il delitto di collaborazionismo al tedesco invasore, I.E.F., Firenze 1946
- Sul carattere delle decisioni delle commissioni di epurazione, in: Giurisprudenza completa Corte Cassazione – sez. civile vol. XXVI, 1947
- Problemi inerenti al riconoscimento giuridico dei sindacati, Tip. Artigianelli, Reggio Emilia, 1949
- Voci del Novissimo Digesto, 1956:
- Petizione (diritto di)
- Potere giudiziario
- (et al.) Potere legislativo
- (et al.) Potere esecutivo
- Ancora sul Consiglio superiore della Magistratura, in Foro Amm. genn/febbr. 1963
- AA.VV. Il Dialogo alla Prova, Cattolici e Comunisti italiani, Vallecchi Editore, 1965
- La libertà domiciliare, in: La Pubblica Sicurezza a cura di Paolo Barile, Congresso celebrativo centenario leggi amministrative, 1967
- (et al.) Magistratura e potere legislativo, Atti XIII congresso dei magistrati italiani, 1967
- La Magistratura: il processo giurisdizionale, in: Il sistema politico italiano, a cura di: Farneti, Il Mulino, Bologna, 1973
- (et al.) Perché la violenza? in: Atti del Convegno nazionale sul tema, Monza, 1980
- Resistenza e Costituzione repubblicana, in: Atti del Convegno Fascismo-antifascismo e Resistenza, Brescia, 1976
- Per un approccio più fecondo al problema degli handicappati, in: Atti del Convegno nazionale problemi dei soggetti handicappati neuropsichici gravissimi, Firenze, 1983
- La fertilizzazione umana in vitro: aspetti legali, in:  Autori vari, Il tempo del sogno. Storia della fecondazione in vitro, prefazione di Antonino Buttitta, Palermo, Sellerio Editore, 1984, SBN CFI0011815.
- (et al.) Handicap: progetto educazione, Giunti e Lisciani editore, Teramo, 1985

### Diritto minorile
- (et al.) Droga, Sansoni, Firenze, 1972
- I figli non sono nostri, Vallecchi, Firenze, 1974
- Repressione e comunità, in: Atti del Convegno nazionale Minori in tutto, Emme edizioni, 1974
- (et al.) Ragazzi difficili, Elle DiCi, Milano, 1977
- Il ruolo del giudice dei minori, in: Atti del Convegno internazionale su Delinquenza minorile e comportamenti devianti, Cisf, Milano, 1977
- Controllo della fecondità e adolescenza, in: Atti del III seminario internazionale sulla pianificazione familiare, Genova – Palermo, 1977
- Prefazione a Il Codice del minore, di Germano e Scarcella, Giuffrè, Milano, 1978
- (et al.) La contraccezione nell'adolescente, Longanesi, Milano, 1979
- Voce: Diritto di famiglia, in: Famiglia dialogo recuperabile, Cittadella, Assisi, 1979
- Voce: Un nuovo modo di essere giudice dei minori, in: Psicologia e giustizia, Giuffrè, Milano, 1980
- I giovani e la pornografia: si lotta educando, in: Saggi: cultura e pornografia, Ave, Roma, 1981
- Riproduzione umana in un mondo che cambia, in: Atti del IX Congresso nazionale della società italiana di ginecologia, Genova, 1982
- Per un'impostazione corretta del problema della tossicodipendenza nell'adolescenza, in: Atti del Seminario internazionale, Droga – anni '80, Università dell'Aquila, 1983
- Voce: Delinquenza minorile, in: Nuovo dizionario di pedagogia, Edizioni Paoline, Roma, 1983
- (et al.) La tutela dei diritti del minore, La Nuova Italia, Roma, 1984
- È oggi l'infanzia adeguatamente tutelata? in: Atti del Convegno nazionale su Famiglia, tutela dell'infanzia e problematiche dell'affido, Angeli, Milano, 1984
- (et al.) Il tempo del sogno, Sellerio editore, Palermo, 1984
- Ragazzi non cresciuti, La scuola, Brescia, 1980
- Adolescenza e sessualità, in: Atti del Convegno Società italiana di sessuologia clinica, Franco Angeli editore, Milano, 1985

### Libri scolastici
- (et al.) Lo Stato siamo noi, Vallecchi, Firenze, 1964
- Da suddito a cittadino, Cappelli, Bologna, 1980
- Essere con gli altri, Fabbri, Milano, 1980